# Roure (Alpes-Maritimes)
Roure település Franciaországban, Alpes-Maritimes megyében. Lakosainak száma 111 fő (2022. január 1.). Roure Ilonse, Isola, Roubion és Saint-Sauveur-sur-Tinée községekkel határos.

## Népesség
A település népességének változása:
| Lakosok száma | 148  | 112  | 147  | 198  | 203  | 202  | 173  | 119  | 116  | 111  |
|               | 1968 | 1982 | 1990 | 2006 | 2013 | 2015 | 2017 | 2019 | 2020 | 2022 |